# Gray Matter Interactive
Xatrix Entertainment è stata una azienda statunitense che produceva videogiochi, fondata nel 1994. Dopo aver cambiato nome in Gray Matter Interactive, e dopo aver sviluppato Call of Duty 2: Big Red One, nel 2005, si è fusa con Treyarch.
Non va confusa con la canadese Gray Matter Inc. che fu attiva tra il 1988 e il 1996 circa

## Giochi sviluppati come Xatrix Entertainment
- Kingpin: Life of Crime (1999)
- Quake II: The Reckoning (espansione) (1998)
- Redneck Rampage Rides Again (1998)
- Redneck Deer Huntin' (1997)
- Redneck Rampage (1997)
- Cyberia 2: Resurrection (1995)
- Cyberia (1994)

## Giochi sviluppati come Gray Matter
- Call of Duty 2: Big Red One (insieme a Treyarch) (2005)
- Call of Duty: United Offensive (espansione) (2004)
- Return to Castle Wolfenstein (parte giocatore singolo, il multiplayer è di Nerve Software) (2001)
- Tony Hawk's Pro Skater 2 (versione PC) (2000)
- Trinity: The Shatter Effect (annullato da Activision[2])